# Dicranota kaliya
Dicranota (Rhaphidolabis) kaliya là một loài ruồi trong họ Pediciidae. Chúng phân bố ở vùng Indomalaya.